# موهلبرگ (تورینگن)
موهلبرگ (به آلمانی: Mühlberg) یک منطقهٔ مسکونی در آلمان است که در درای گلایشن واقع شده‌است.
 موهلبرگ  ۱٬۳۲۷ نفر جمعیت دارد.